# Moundsville
Moundsville är administrativ huvudort i Marshall County i West Virginia i USA. Enligt 2010 års folkräkning hade Moundsville 9 318 invånare.

## Kända personer från Moundsville
- Davis Grubb, författare
- Arch A. Moore, politiker